# Laura Dahlmeier
Laura Dahlmeier (n. 22 august 1993, Garmisch-Partenkirchen, Bavaria, Germania – d. 28 iulie 2025, vârful Laila⁠(d), Gilgit-Baltistan⁠(d), Pakistan) a fost o biatlonistă germană, medaliată olimpică. A participat la două ediții ale Jocurilor Olimpice (2014, 2018) în care a câștigat două medalii de aur și o medalie de bronz.
A devenit, de asemenea, de șapte ori campioană mondială. În sezonul 2016-2017 a câștigat Cupa Mondială. La Jocurile Olimpice de la Pyeongchang din 2018 a cucerit două medalii de aur în probele de 7,5 km sprint și 10 km urmărire și medalia de bronz în proba de 15 km individual. S-a retras din activitatea sportivă după sezonul 2018-2019 la vârsta de 25 de ani.
Pe 28 iulie 2025 ea a fost prinsă într-o avalanșă de pietre în timp ce urca pe vârful Laila, în Pakistan. Pe 30 iulie 2025 a fost declarată moartă.

## Palmares
| An   | Competiție          | Locație                    | Loc | Eveniment             |
| ---- | ------------------- | -------------------------- | --- | --------------------- |
| 2015 | Campionatul Mondial | Kontiolahti, Finlanda      | 2   | 10 km urmărire        |
| 2015 | Campionatul Mondial | Kontiolahti, Finlanda      | 1   | 4 × 6 km              |
| 2016 | Campionatul Mondial | Oslo, Norvegia             | 3   | 7,5 km sprint         |
| 2016 | Campionatul Mondial | Oslo, Norvegia             | 1   | 10 km urmărire        |
| 2016 | Campionatul Mondial | Oslo, Norvegia             | 3   | 15 km individual      |
| 2016 | Campionatul Mondial | Oslo, Norvegia             | 2   | 12,5 km start în bloc |
| 2016 | Campionatul Mondial | Oslo, Norvegia             | 3   | 4 × 6 km              |
| 2017 | Campionatul Mondial | Hochfilzen, Austria        | 2   | 7,5 km sprint         |
| 2017 | Campionatul Mondial | Hochfilzen, Austria        | 1   | 15 km individual      |
| 2017 | Campionatul Mondial | Hochfilzen, Austria        | 1   | 12,5 km start în bloc |
| 2017 | Campionatul Mondial | Hochfilzen, Austria        | 1   | 4 × 6 km              |
| 2017 | Campionatul Mondial | Hochfilzen, Austria        | 1   | 4 × 6 km              |
| 2017 | Campionatul Mondial | Hochfilzen, Austria        | 1   | ștafetă mixt          |
| 2018 | Jocurile Olimpice   | Pyeongchang, Coreea de Sud | 1   | 7,5 km sprint         |
| 2018 | Jocurile Olimpice   | Pyeongchang, Coreea de Sud | 1   | 10 km urmărire        |
| 2018 | Jocurile Olimpice   | Pyeongchang, Coreea de Sud | 3   | 15 km individual      |
| 2019 | Campionatul Mondial | Östersund, Suedia          | 3   | 7,5 km sprint         |
| 2019 | Campionatul Mondial | Östersund, Suedia          | 3   | 10 km urmărire        |